# Músculo infraespinhal
O músculo infraespinhal AO 1990 é um músculo grosso e triangular, que ocupa a parte principal da fossa infraespinhal da escápula.

## Embriogênese
Origina-se do mesênquima da camada somática do mesoderma lateral do embrião.

## Ações
É o rotador lateral da articulação gleno-umeral, e é um adutor do braço.
Os músculos infraespinhal e o redondo menor fazem a rotação da cabeça do úmero "para fora" (lateral); eles também ajudam na movimentação do braço para trás.

## Relações
O tendão deste músculo às vezes pode ser separado da cápsula da articulação sinovial do ombro por uma bolsa sinovial, que pode se comunicar com a cavidade da articulação.

## Imagens Adicionais

Diagrama da articulação do ombro humano, visão traseira
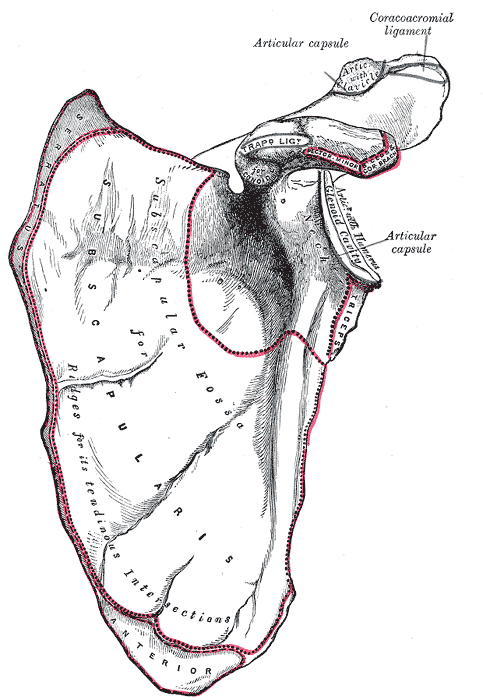
Escápula esquerda. Face dorsal.
Diagrama da articulação do ombro humano, visão anterior.
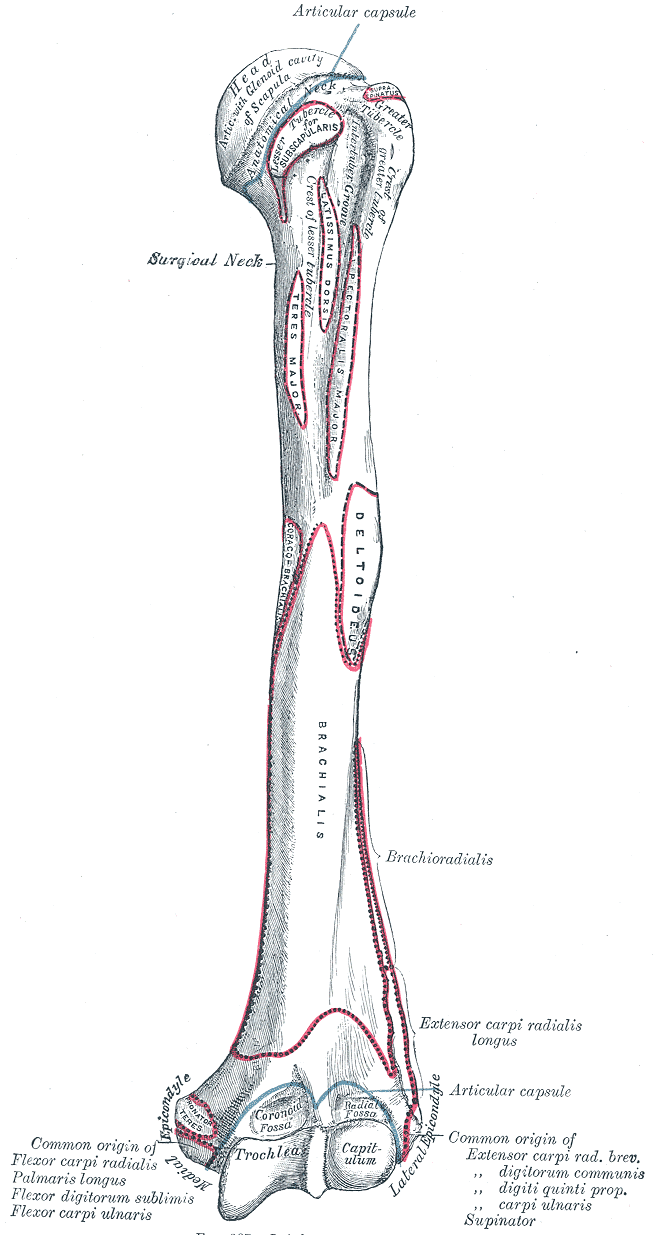
Úmero esquerdo. Face anterior.
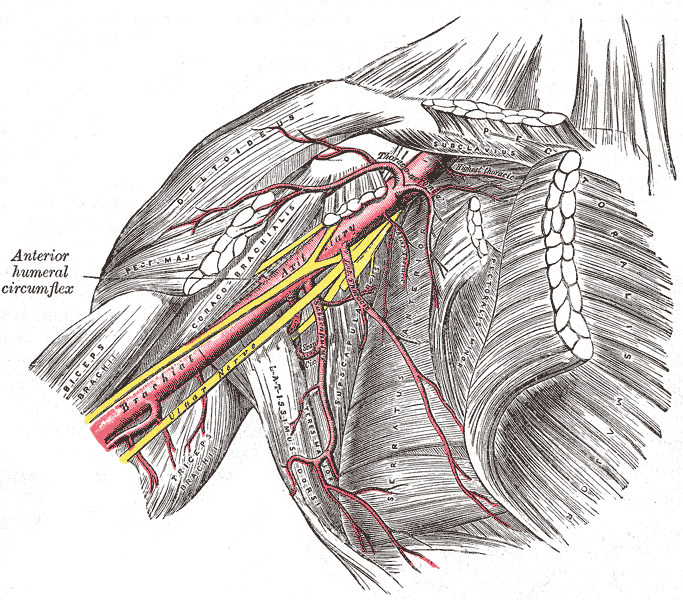
Artéria axilar e suas ramificações.
O plexo braquial direito, visão frontal.
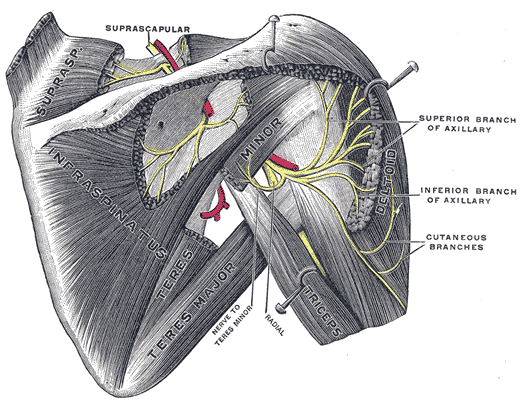
O m. supra-espinhal e nervos axilares do lado direito, visão dorsal.
Movimento ativo do Infra-espinal.